# Ручка керування літаком

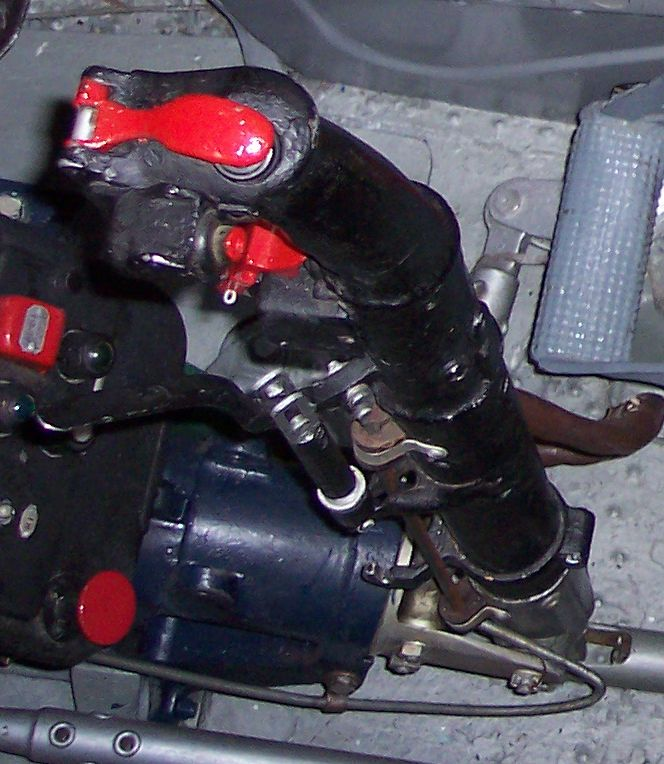
РКЛ МіГ-15

Ручка керування літаком — елемент управління літаком, що дозволяє змінювати крен та тангаж повітряного судна. 

Ручка керування літаком належить до елементів ручного управління і зазвичай розташовується між ніг пілота.
Ручка, що знаходиться збоку, називається сайдстік (англ. side-stick — «бічна ручка»). На відміну від традиційного розміщення ручки керування, сайдстік знаходиться справа від пілота (у випадку одномісної кабіни) або з боків кабіни, для командира повітряного судна, та другого пілота у двохмісному повітряному судні. Обидві ручки зроблено так, щоб для лівої та правої руки пілотів не виникало дискомфорту. 
Встановлення бічних ручок керування на пасажирських авіалайнерах звільнило місце для робочого столику та покращило огляд панелі приладів.
Сайдстік встановлюється на багатьох сучасних військових літаках, таких як F16, Mitsubishi F-2, Dassault Rafale, F-22 Raptor, а також на цивільних повітряних суднах  Airbus А320 (перший пасажирський літак із сайдстіком) і усіх наступних моделях літаків цієї компанії: Airbus A330, Airbus A340,  Airbus A350, Airbus A380
Вперше ручка керування літаком була вбудована в повітряне судно віденським авіатором-піонером  Вільгельмом Крессом у 1900 році. Оскільки його політ не увінчався успіхом, винахід було тимчасово забуто. Французький льотчик Робер Ено-Пельтрі зареєстрував патент на ручку управління літаків 22 січня 1907 року в Парижі.